# دبی هولدینگ
دبی هولدینگ (به انگلیسی: Dubai Holding) شرکت هلدینگ اماراتی (به عربی: دبي القابضة) است، که در زمینه ساخت‌وساز و توسعه املاک و مستغلات، رسانه‌های گروهی، مخابرات، برون‌سپاری، خدمات هتل‌داری و گردشگری فعالیت می‌نماید.
شرکت دبی هولدینگ در سال ۲۰۰۴ توسط محمد بن راشد آل مکتوم (نخست وزیر امارات و حاکم دبی) راه‌اندازی شد و در حال حاضر دارای ۲۶ شرکت تابعه، سازمان و موسسه، شرکت زیرمجموعه و فرعی می‌باشد.
دفتر مرکزی این شرکت در شهر دبی، امارات متحده عربی قرار دارد. از دارایی‌های دبی هولدینگ می‌توان به شرکت دو، دبی مارینا، برج العرب، مدینه جمیرا، دبی لند، برج‌های امارات، دبی پراپرتیز، گروه جمیرا، دبی اینترنت سیتی، دبی مدیا سیتی، دبی اینترنشنال کپیتال و دبی گروپ اشاره نمود. این شرکت همچنین دارای سهام در کمپانی‌هایی همچون دایملر آ گ (۲٪ درصد) و ئی‌ای‌دی‌اس (۳٫۱٪ درصد) می‌باشد.